# Plectus thornei
Plectus thornei is een rondwormensoort uit de familie van de Plectidae. De wetenschappelijke naam van de soort is voor het eerst geldig gepubliceerd in 1956 door Rühm.